# Tony Dorigo
Anthony ("Tony") Robert Dorigo (Melbourne, 31 december 1965) is een voormalig betaald voetballer uit Engeland, die speelde als linksachter gedurende zijn carrière. Hij speelde clubvoetbal voor onder meer Aston Villa, Chelsea, Leeds United en Torino.

## Interlandcarrière
Dorigo speelde vijftien keer voor de nationale ploeg van Engeland in de periode 1989-1993. Hij maakte zijn debuut op 13 december 1989 in de vriendschappelijke thuiswedstrijd tegen Joegoslavië (2-1) in Londen. Hij viel in dat duel in de rust in voor Stuart Pearce. Dorigo nam met Engeland deel aan het EK voetbal 1988, het WK voetbal 1990 en het EK voetbal 1992.

## Erelijst
Leeds United
- Engels landskampioenschap

1992
- Charity Shield

1992